# Bullboat

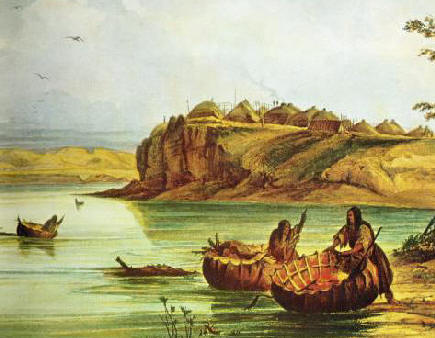
Mandan-Bullboats, Gemälde von Karl Bodmer

Ein Bullboat (englisch: „Bullen-“ oder „Stierboot“) ist ein nützliches kleines Boot, das im Gebiet der heutigen nördlichen USA und Kanadas von Indianern und Grenzbewohnern hergestellt wurde und bei dem ein skelettartiges Holzgerüst mit Büffelhaut überzogen wurde. Es wurde zum Reisen und Angeln genutzt.

## Geschichte
Als die Händler der Hudson’s Bay Company im Jahr 1790 zum ersten Mal die Mandan-Indianer besuchten, stellten sie fest, dass dieser Stamm wannenartige Boote mit einem Rahmen aus Weidenstangen besaß, die mit rohen Büffelhäuten bedeckt waren. Später bemerkten Grenzgänger, die den Missouri River hinauffuhren, dieses leichte, praktische Fahrzeug. Von 1810 bis 1830 bauten amerikanische Pelzhändler an den Nebenflüssen des Missouri regelmäßig Boote mit einer Länge von 18 bis 30 Fuß und verwendeten dabei die Baumethoden, die die Indianer bei der Herstellung ihrer Rundboote verwendeten. Diese langgestreckten Bullboats waren in der Lage, zwei Tonnen Pelz durch die seichten Gewässer des Platte River zu transportieren. Bei diesen größeren Booten mussten die Büffelhäute mit wasserdichten Nähten verbunden werden, eine Technik, die die amerikanischen Indianer nicht verwendeten. Die Lakota, ein Plainsindianer-Stamm, nannten die Bullboats tȟahúka-wáta.

## Konstruktion
Das Gerüst eines Bullboats bestand aus biegsamen Weidenzweigen, die in Form einer riesigen Schüssel gebogen waren, etwa 1 m breit und 15 cm  tief. Um diesen Rahmen wurde dann eine Büffelbullenhaut (daher der Name bull boat) gespannt. Das gesamte Boot wog nur etwa 30 Pfund und konnte somit von einem Mann über Land transportiert werden. Die Haare blieben auf dem Fell, da sie das Fahrzeug am Drehen hinderten und dazu beitrugen, das Wasser draußen zu halten. Auch die Schwänze blieben intakt und dienten dazu, mehrere Bullboats zusammenzubinden. Im Wasser war es nicht sehr stabil, da es wie ein Korken hin und her schwankte, aber für kurze Fahrten war es brauchbar.
William Clark von der Lewis-und-Clark-Expedition beschrieb sie folgendermaßen:
Zwei Stäbe mit einem Durchmesser von 1 1/4 Zoll werden so zusammengebunden, dass ein runder Reifen entsteht, der die Größe hat, die das Kanu haben soll, oder so groß, wie die Haut ihn bedeckt. Es werden zwei dieser Reifen hergestellt, einer für die Ober- oder Krempe und der andere für die Unterseite. Dann werden Stöcke gleichen Durchmessers im rechten Winkel gekreuzt und mit Riemen an jedem Reifen befestigt, und zwar auch dort, wo sich die Stöcke gegenseitig kreuzen. Dann wird die Haut, wenn sie grün (frisch, also nicht gegerbt) ist, straff über den Rahmen gezogen und mit Riemen an der Krempe oder dem äußeren Reifen befestigt, um ein perfektes Becken zu bilden. Pryors zwei Kanus waren fast gleich groß, 7 Fuß 3 Zoll im Durchmesser und 16 Zoll tief, mit jeweils 15 Rippen oder Querstäben.

## Ähnliche Boote
Ein Bullboat ähnelt stark einem walisischen Coracle, einem irisch/schottischen Curragh und einem irakisch-mesopotamischen Guffa. Diese Ähnlichkeit wurde genutzt, um die Theorie zu untermauern, dass walisische Siedler im 12. Jahrhundert die Neue Welt kolonisiert habe. Rundboote mit ähnlichem Design und ähnlicher Konstruktion kommen jedoch in vielen verschiedenen Regionen vor und haben keinen gemeinsamen Ursprung. Tatsächlich sind diese Boote ähnliche Lösungen für allgemeine Transportbedürfnisse auf Flüssen: Sie befördern Passagiere und Fracht und dienen als Leichter und Fischerboote. Ihr übliches Design ist so weit verbreitet, weil es einfach ist, es aus Materialien herzustellen, die seit der Steinzeit verfügbar sind – Holz, Tierhäute usw. – und es sehr robust und effektiv ist.

## Trivia
Im 6. Band der Hexalogie Die Söhne der Großen Bärin von Liselotte Welskopf-Henrich werden Bullboats erwähnt. Mithilfe dieser Boote flüchtet die Gruppe der Bärenbande über den Missouri nach Kanada.